# Zealandmeria novaezealandiae
Zealandmeria novaezealandiae är en urinsektsart som först beskrevs av Womersley 1936.  Zealandmeria novaezealandiae ingår i släktet Zealandmeria och familjen Neanuridae. Inga underarter finns listade i Catalogue of Life.